# 1916年1月8日の海戦
1916年1月8日の海戦（英語: Action of 8 January 1916）は第一次世界大戦中、黒海で生起したロシア帝国の弩級戦艦インペラトリーツァ・エカチェリーナ・ヴェリーカヤとオスマン帝国の巡洋戦艦ヤウズ・スルタン・セリムの間の海戦。短期間交戦したのち、オスマン側が撤退した。

## 戦闘
1916年1月8日、ヤウズ・スルタン・セリムはゾングルダク沖に到着して、4,400トン石炭船Carmen（石炭は積載していない）の入港を護送する予定だった。しかし、Carmenはその朝にケフケン島沖でロシアの駆逐艦プロンジテルニイ（Пронзительный）とレイテナント・シェスタコフ（Лейтенант Шестаков）に撃沈された。ヤウズ・スルタン・セリムはボスポラス海峡に戻る最中に両駆逐艦を発見して追撃、両駆逐艦は撤退しつつ直近に配備に就いた弩級戦艦インペラトリーツァ・エカチェリーナ・ヴェリーカヤに向けて無線で警告を発した。インペラトリーツァ・エカチェリーナ・ヴェリーカヤは速度を上げて来援した。
インペラトリーツァ・エカチェリーナ・ヴェリーカヤは18,500mの距離から12インチ砲を発砲、ヤウズ・スルタン・セリムは着弾を避けるために南西に方向転換した。インペラトリーツァ・エカチェリーナ・ヴェリーカヤは96回斉射したがいずれも当たらず、一部のニアミスで裂片が当たったのみだった。ヤウズ・スルタン・セリムも60回斉射したが、敵艦が11インチ砲の射程圏内に入らなかったため、30分後に撤退した。ロシア側は追撃を試みたが、ヤウズ・スルタン・セリムの速度に追いつけず失敗した。

## その後
この戦闘は黒海における弩級戦艦間の海戦としては唯一のものだった。海戦としての規模も小規模であったが、ロシアの制海権を強化してしまったためスション提督は頭を悩ませた。すでに保有艦の数も艦級もロシアに上回られたオスマン海軍は弩級戦艦でもロシア帝国に上回られる結果となり、以降ロシアは黒海への支配を強化、ヤウズ・スルタン・セリムは活動する水域をダーダネルス海峡に移った。